# Симмондс, Миллисент
Миллисент Симмондс (англ. Millicent Simmonds; род. 1 марта 2003, Баунтифул, штат Юта, США) — американская актриса театра и кино. Номинант и победитель многочисленных национальных кинофестивалей США. Актриса лишилась слуха, когда ей было двенадцать месяцев, из-за передозировки лекарства.
Миллисент Симмондс сыграла главные детские и подростковые роли в фильмах «Мир, полный чудес», «Тихое место», «Тихое место 2», а также эпизодические роли в молодёжных сериалах «Энди Мак» и «Так близко». В США она известна как горячий пропагандист Американского жестового языка и активного участия глухих людей в общественной жизни и творческой деятельности.

## Биография

### Детство
Миллисент — третий ребёнок в семье Эмили и Дастина Симмондса. Она родилась в городе Баунтифуле в штате Юта в 2003 году. Симмондс почти полностью потеряла слух из-за передозировки лекарства, когда ей было двенадцать месяцев. Мать девочки изучила американский жестовый язык, чтобы научить всех остальных членов семьи общаться с Милли на нём. В детстве Миллисент Симмондс обычно разговаривала с посторонними людьми с помощью переводчицы Линетт Тейлор. Семья Милли также пыталась использовать кохлеарный имплантат — особый медицинский прибор, позволяющий компенсировать потерю слуха пациентам с выраженной или тяжёлой степенью нейросенсорной тугоухости, но он не оказал существенного влияния на решение проблемы. Большую роль в развитии Симмондс сыграло приобщение девочки к чтению. В интервью 2020 года она говорила, что чтение сформировало и поддерживало её воображение и творческие способности. Книга стала постоянным спутником девочки. Она и сама полюбила сочинять и рассказывать истории.
С трёх лет и до окончания шестого класса Симмондс училась в The Jean Massieu School of the Deaf (рус. «Школа имени Жана Масьё для глухих») в Солт-Лейк-Сити, но после решила перейти в государственную общеобразовательную школу. Осенью 2015 года она поступила в среднюю школу Mueller Park Junior High School.
Симмондс обладает чувством юмора и часто, несмотря на глухоту, с выражением «рассказывала» истории своим сверстникам. Ещё руководитель театральной студии школы имени Жана Масьё обратил внимание на драматические способности Миллисент и предложил матери девочки направить её на занятия в студию (Миллисент занималась в ней пять лет). Там она получила роль Пака в поздней пьесе Уильяма Шекспира «Сон в летнюю ночь», в которой выступала вместе с учащимися более старших классов. Дебют Симмондс на театральной сцене состоялся на Шекспировском фестивале в Сидар-Сити в штате Юта.
Позже Миллисент Симмондс сотрудничала с различными театральными студиями, исполняя комедийные роли в пьесах Шекспира и эпизодические в спектаклях других авторов. В это же время она снялась в любительском короткометражном фильме под названием «Раскрась мир» (англ. «Color the World», режиссёр Джульетт Хансен), поставленном глухой сверстницей.

### Начало карьеры в кино

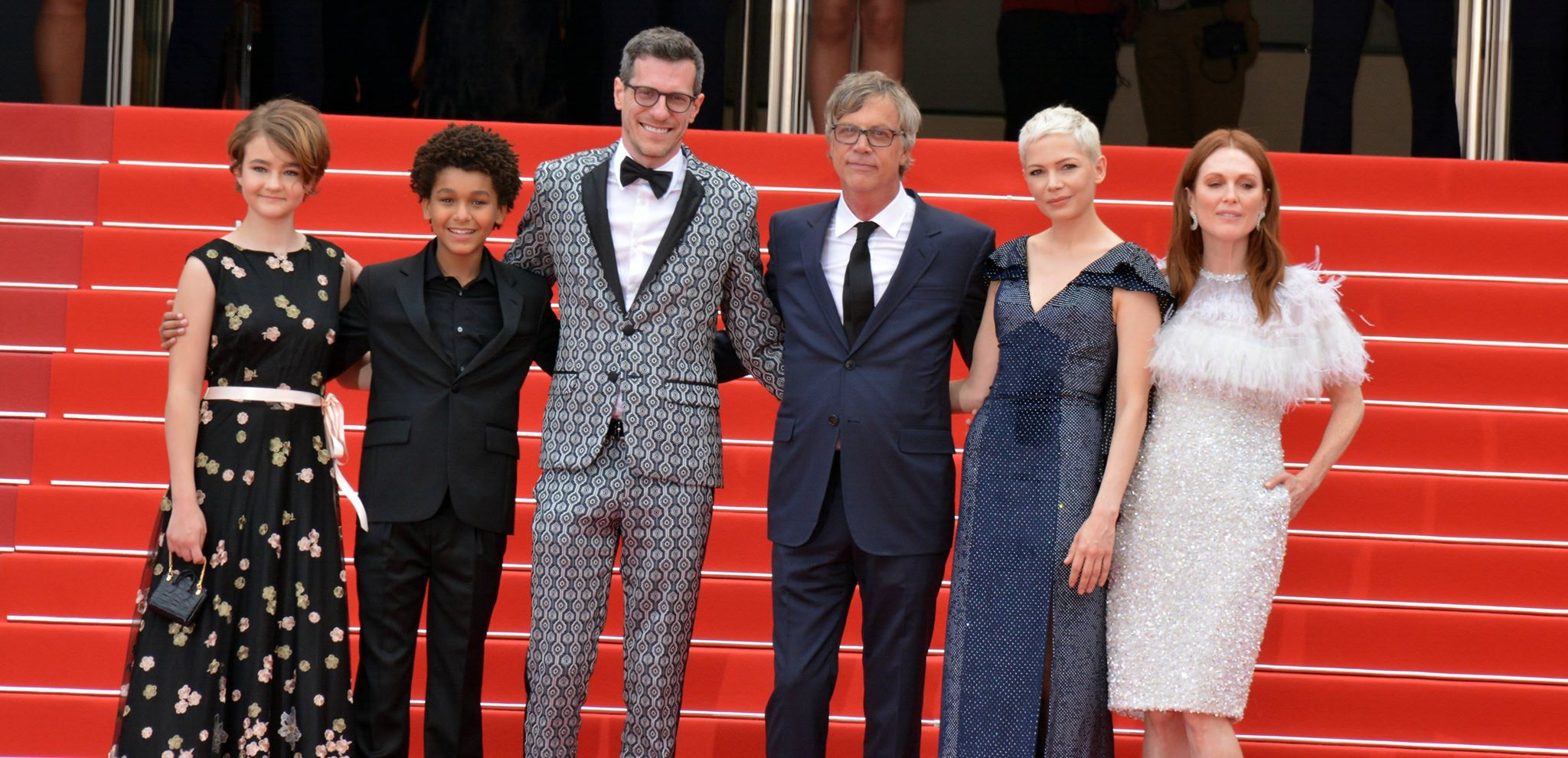
Съёмочная группа фильма «Мир, полный чудес» на Международном кинофестивале в Каннах (2017 год)

Карьера Миллисент в Голливуде началась, когда руководитель театральной студии услышал, что независимый кинорежиссёр, сценарист и продюсер, считающийся одним из пионеров направления New Queer Cinema, Тодд Хейнс ищет девочку-подростка на роль в своём новом фильме «Мир, полный чудес». Театральный наставник девочки сразу же сообщил об этом матери Милли и предложил ученице пройти кастинг. Сначала для заочного отборочного тура был снят видеоролик с записью трёх сцен, который направили на киностудию (ролик был записан матерью девочки на мобильный телефон). Студия отобрала лучшие среди 250 записей участников, в число которых попали и записи Милли. Она и её мать были приглашены в Нью-Йорк в середине марта 2016 года для участия в очном кастинге. Девочка с успехом прошла его и получила одну из двух главных детских ролей в фильме (вторую сыграл тринадцатилетний актёр Оакс Фегли).
Миллисент Симмондс исполнила в этом фильме роль Роуз — одинокой глухой девочки из Нью-Джерси, живущей в 1927 году, влюбленной в немое кино и в звезду Голливуда в исполнении Джулианны Мур (в фильме она впоследствии оказывается матерью Роуз). Фрагменты истории Роуз чередуются с эпизодами истории её сверстника Бена, мальчика из Миннесоты, который оглох, когда его поразила молния в 1977 году. В фильме события жизни Роуз разворачиваются на чёрно-белой плёнке, а параллельная история 1970-х годов — на цветной.
Юная актриса прочитала книгу Брайана Селзника, которая легла в основу фильма «Мир, полный чудес», и говорила, что это первая книга, побывавшая в её руках, где героями являются глухие люди. Симмондс признавалась, что была в то время застенчивой девочкой и оказалась напугана и ошеломлена съёмочным процессом, в результате чего стала испытывать сомнения в своей способности справиться с порученной ей главной ролью. Серьёзные трудности возникли у Симмондс, когда съёмки подошли к сцене первой встречи героини девочки с матерью-актрисой, проявлявшей полное безразличие к своей дочери. Сцена была непростой для Симмондс, которая росла в семье, где родные поддерживали девочку, поэтому она обратилась к своим воспоминаниям о школе для глухих. «У меня есть друзья в школе для глухих, которые не могут общаться со своими родителями… В конце дня, когда школа заканчивала работу, они не хотели идти домой. Они считали, что школа была их домом, что их семья была в школе, так как у них там был круг общения», — рассказывала Симмондс.
Премьера фильма состоялась на Каннском кинофестивале. Он был номинирован на Золотую пальмовую ветвь. Фильм также был выбран в качестве главного события на 55-м Кинофестивале в Нью-Йорке. За роль, сыгранную в нём, Миллисент Симмондс была номинирована на ряд национальных премий в категории «Лучшая молодая актриса». Глубоким потрясением для неё стало известие о негативном отношении части лишённых слуха людей к вышедшему на экраны кинотеатров фильму. Она заявила: «Я была крайне разочарована, когда услышала, что в сообществе глухих есть люди, бойкотирующие „Мир, полный чудес“».

### Миллисент Симмондс в жанровом кино и сериалах

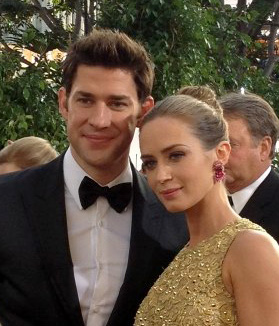
Эмили Блант и Джон Красински — исполнители ролей родителей Риган в фильме «Тихое место»

Широкую известность принёс актрисе фильм ужасов «Тихое место», снятый в 2018 году. Действие его происходит во время вторжения инопланетян на Землю. Семья Эбботов пытается уцелеть в борьбе против монстров. Они стали свидетелями гибели своих соседей и приспособились ходить босиком и общаться с помощью жестов, так как инопланетяне выслеживают своих жертв по звукам. Особенность своей роли Симмондс видела в том, что «Риган [её роль исполняла Миллисент] охвачена чувством вины… Она чувствует себя так, будто ненавидит себя за то, что она глухая. Глухота — это слабость, которая может убить других членов её семьи. Она могла шуметь и не замечать этого». Натянутые отношения с отцом усиливают её чувство стыда перед близкими. Газета The New York Times писала, что Миллисент Симмондс в целом не любит смотреть фильмы ужасов, но не потому, что они её пугают. Напротив, она не слышит в силу отсутствия слуха птичье карканье, тяжёлое дыхание из трубки телефона и другие звуки, которые, по её собственным словам, и создают атмосферу страха, характерную для этого жанра.
В сценарии фильма изначально был глухой персонаж (оба сценариста даже мечтали снять современный немой фильм в жанре саспенса) и режиссёр Джон Красински настаивал на том, чтобы его роль сыграла именно Симмондс. Сценарист фильма Скотт Бек рассказывал, что девочка научила основам жестового языка съёмочную группу (на съёмках фильма «Мир, полный чудес» его выучили режиссёр и Джулианна Мур). По его словам, это «придало фильму дополнительную глубину». В интервью, посвящённом фильму, Симмондс говорила: «Риган гораздо более независима, чем я. Она очень смелая, я хочу быть похожей на неё». Энн Вото, журналистка еженедельной английской газеты The Observer, отмечала у актрисы уверенность, не свойственную подросткам её возраста. В пример она приводила вопрос девочки, который сама получила от неё во время интервью: «Написала ли ты в штаны во время фильма?» (англ. “did you pee your pants during the movie?”).
Как ценный опыт Миллисент Симондс оценила своё участие в эпизоде сериала «Так близко», поставленному по сценарию, созданному глухими сценаристами и актёрами Шошанной Стерн и Джошом Фельдманом. В 2018 году она также сыграла одну из главных ролей в группе эпизодов подросткового сериала «Энди Мак» на Disney Channel, объединённых общим сюжетом. Сценаристы сериала так были заинтересованы в участии Миллисент в съёмках, что построили вокруг неё новую сюжетную линию, отсутствовавшую изначально. Исполнительный продюсер сериала Мишель Мэннинг оказалась поклонницей Миллисент Симмондс, поэтому роль Либби была написана специально для неё.
По сюжету главная героиня Энди Мак и её бойфренд Джон решают, что им лучше оставаться друзьями. Вскоре Джон понимает, что его привлекает Либби, которую играет Симмондс. Поскольку Джон не утруждает себя изучением языка жестов и полагается только на текстовые сообщения, чтобы общаться с Либби, их отношения вскоре оказываются под угрозой. Несмотря на возникший любовный треугольник, Энди и Либби принимают решение, что у них много общего и становятся друзьями. Создатели сериала отказались от общепринятого сопровождения жестов героини Симмондс на ASL субтитрами. Сама актриса утверждала по этому поводу, что чтение субтитров отвлекало бы зрителей от отношений между персонажами. Она также говорила, что детям будет интересно самим попытаться понять язык жестов. «Я думаю, что они могли бы легко понять его, если бы сложили всё [жесты и события] воедино».
Симмондс была обеспокоена вводом своего персонажа в сериал, в котором уже сложился сплочённый многомесячными съёмками актёрский коллектив и называла себя в начале съёмок аутсайдером. Её опасения не оправдались, впоследствии юная актриса вспоминала, что коллеги по сериалу были «милы и приветливы» с ней. У Миллисент сложились дружеские отношения с исполнительницей главной роли в сериале — четырнадцатилетней Пейтон Элизабет Ли. Симмондс высказывалась о готовности продолжить участие в съёмках сериала и сделала заявление: «Я хочу большего вовлечения различных групп с ограниченными возможностями [в кинопроцесс] и разнообразия [их участия в нём], и я очень рада, что это уже происходит. Не только глухих, но и других людей с ограниченными возможностями. Их тоже можно подключить к съёмкам, и в их ходе они будут рассказывать другим людям, какие они».
В 2020 году Симмондс снялась в сиквеле фильма «Тихое место». Фильм «Тихое место 2» должен был выйти на экраны уже летом этого же года, но из-за пандемии COVID-19 премьера была отложена на 23 апреля 2021 года. Еженедельный американский журнал People сообщил, что Симмондс максимально эффективно использовала появившееся из-за творческого простоя свободное время на пользу своему сообществу. Она в партнёрстве с модным брендом Rafi Nova разработала Millie Smile Mask — индивидуальную медицинскую маску, которая позволяет читать по губам и видеть выражение лица пользующегося ей человека. Прибыль от продажи этих масок поступает некоммерческой организации «Цветные глухие женщины» (англ. Deaf Women of Color) и детскому образовательному центру «Любящие руки и сердца» в Техасе, который помогает родителям глухих детей. Стандартные маски, закрывающие всю нижнюю половину лица, нарушают привычное общение 14 % американцев, страдающих от различных форм нарушения слуха. Глухие люди в значительно большей степени нуждаются в возможности видеть выражение лица собеседника, а многие глухие и слабослышащие люди читают по губам. Millie Smile Mask имеет яркую нарядную раскраску в цветочек, основанную на изображении, которое актриса нарисовала для своей матери, и её автограф, она сшита из 100 % хлопка, стоит 45 долларов и выпущена в ограниченном количестве изделий. Актриса участвовала в фотосессии, направленной на рекламу этой маски.
В 2020 году актриса приступила к съёмкам детективного сериала «Крупным планом». Действие происходит в городе Сентервилле в штате Нью-Джерси. Сериал рассказывает о старшекласснице, которая стремится раскрыть правду о своём родном городе. Героиня Миллисент обладает сильной волей, юмором и богатым воображением. Из-за слабого слуха она занимает позицию наблюдателя и избегает оказываться в центре внимания, но знает город как свои пять пальцев и готова совершить смелый поступок.

## Личность актрисы

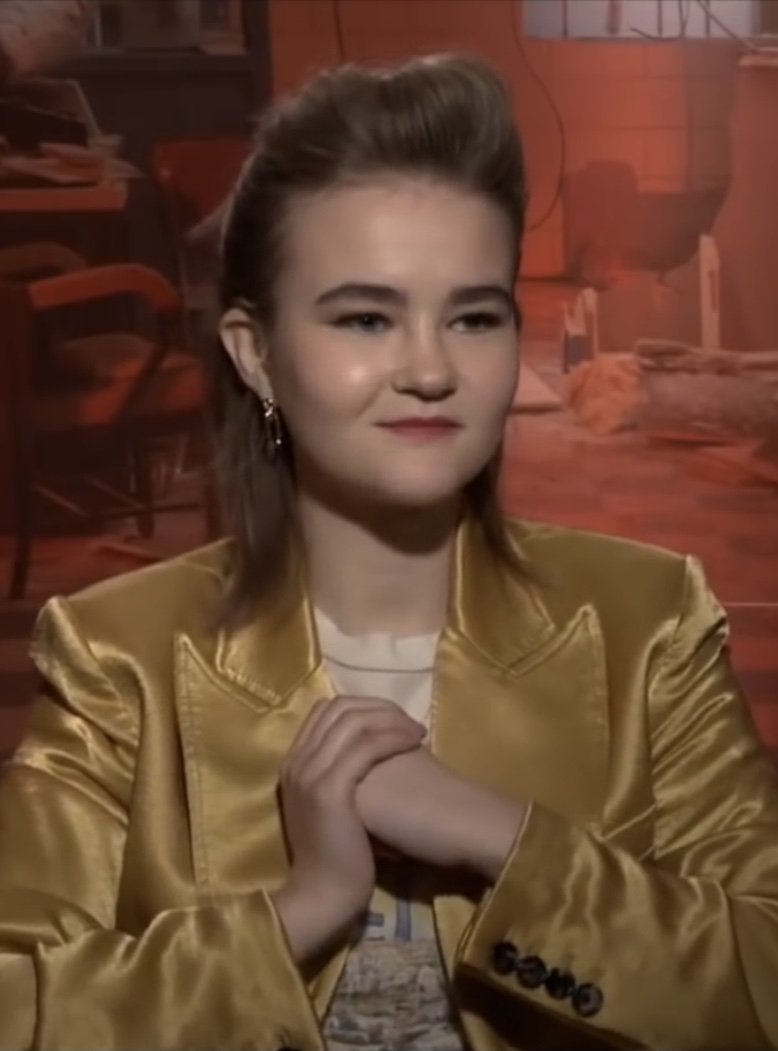
Миллисент Симмондс в 2021 году

В средствах массовой информации сообщалось, что хотя Миллисент любит театр и кино, она не представляет себя в будущем профессиональной актрисой и мечтает о том, чтобы стать полицейским или пожарным. К недостаткам актёрской профессии, к которым, по мнению Симмондс, она никогда не привыкнет, девушка относит назойливость почитателей её таланта, узнающих и преследующих её в общественных местах. К достоинствам профессии она относит возможность путешествовать, знакомиться с новыми и интересными людьми, видеть на экране результат своей работы и реакцию на него зрительской аудитории.
Любимый предмет Симмондс — история. К 2018 году она жила в пригороде Солт-Лейк-Сити и находилась на дистанционном обучении из-за необходимости много времени отдавать съёмкам в кино. У Симмондс большое число подписчиков в Instagram, она любит чтение, кикбоксинг, китайскую кухню, играет в Call of Duty, пользуется игровой приставкой Xbox, её любимым фильмом в 2016 году была «Бумажная луна» Питера Богдановича, а в 2018 году — «Шоу Трумена» с Джимом Керри. Симмондс признавала, что мечтает сыграть роль в подобном фильме, где предстала бы героиней реалити-шоу, не подозревая об этом. Другой заветной мечтой для актрисы к этому времени стала роль злодейки или двойного агента. Девушка говорила, что хочет изучать философию. Её любимый город — Нью-Йорк. В интервью 2018—2020 годов девушка рассказала о своём увлечении мотоциклом и скалолазанием. В свободное от съёмок время она долгое время носила чёрную футболку и джинсы. Сама Симмондс настаивает, что она ничем не отличается от других подростков своего возраста.
«Мне нравится быть глухой», — утверждала Милли, и её мать так интерпретирует слова дочери: «Потому что тишина прекрасна и мирна, а амслен — прекрасный язык». В интервью интернет-журналу Teen Vogue Миллисент сказала: «При выборе ролей я должна почувствовать мгновенную связь с персонажем, которого играю… Я хотела бы видеть больше ролей для людей с ограниченными возможностями, которых вы не жалели бы. Мы не жалеем себя, поэтому нам нужно, чтобы другие люди относились к нам так же».
Симмондс стала пропагандистом амслена. «Я хочу, чтобы больше глухих людей имели возможность стать актёрами», — говорит она, — «98 %, может быть даже 99 % глухих детей имеют родителей, обладающих слухом, но их родители не изучают язык жестов, а дети вынуждены говорить и читать по губам. В моей школе я вижу глухих детей, которые разочарованы, что их родители не общаются с ними таким образом. Устный подход к чтению и разговору по губам очень трудны, поэтому я хочу сказать: сначала изучите язык жестов. Это очень легко для всех в обучении. Никто не осудит вас, и это будет потрясающий опыт». Симмондс создала канал на YouTube, обучающий основам амслена.
После того, как Симмондс получила возможность поговорить с одним из выживших после стрельбы в школе в средней школе Марджори Стоунман Дуглас в городе Паркленде, она стала отстаивать идею контроля над огнестрельным оружием в США.

## Коллеги и кинокритика о Миллисент Симмондс
Высокую оценку игре юной актрисе дали её известные голливудские коллеги Джулианна Мур и Уилл Смит. Мур заявила изданию People «Миллисент Симмондс — исключительная актриса» (англ. «is an extraordinary actress»). Высоко оценивают игру Симмондс режиссёры, с которыми она работала. Так, американский еженедельник Variety утверждал, что Тодд Хейнс плакал во время первых кинопроб девочки к фильму «Мир, полный чудес». Джон Красински заявил: «За всю свою карьеру я редко работал с кем-то более талантливым и профессиональным, чем Милли» и добавлял: «Я убеждён, что она на самом деле не с этой Земли. Я твёрдо верю, что эта девушка — настоящий ангел».
Уже в 2017 году международное агентство информации и новостей Ассошиэйтед Пресс сообщало, что четырнадцатилетняя актриса получила «восторженные отзывы (англ. «rave reviews») за яркую роль» в фильме Тодда Хейнса «Мир, полный чудес». Американский еженедельный журнал Entertainment Weekly особо выделял актёрский дебют Симмондс на фоне общего положительного приёма зрителями и критиками этого фильма. Кинокритик издания писал, что Симмондс — лучшая актриса фильма (её работу он назвал «прорывом»), и утверждал, что она может стать первым глухим лауреатом Оскара с тех пор, как его получила Марли Мэтлин. Высокую оценку исполнению роли Риган в фильме «Тихое место» дал обозреватель интернет-издания Roger Ebert, которое носит имя одного из наиболее крупных авторитетов американской кинокритики (Роджера Эберта). Роль девушки в сиквеле фильма «Тихое место» критик американского сайта IndieWire, специализирующегося на независимом и авторском кино, назвал «феноменальной».
К сентябрю 2020 года Миллисент Симмондс 19 раз в различных номинациях выдвигалась на награды профессиональными сообществами журналистов, работающих в киноиндустрии, а в 2020 году она была удостоена престижной награды «Будущее поколение Голливуда» от Ассоциации критиков Голливуда.

## Фильмография (по IMDB)
| Год       | Фильм                                                  | Роль                     |
| --------- | ------------------------------------------------------ | ------------------------ |
| 2022      | Шмели (англ. Bumblebees, США, короткометражный)        | Атэна                    |
| 2020      | Крупным планом (англ. Close Up, США, для ТВ)           | Джен                     |
| 2020      | Тихое место 2 (англ. A Quiet Place 2, США, 97 минут)   | Риган Эббот              |
| 2018—2019 | Так близко (англ. This Close, США, телесериал)         | Эммалин (1 эпизод)       |
| 2018—2019 | Энди Мак (англ. Andi Mack, США, телесериал)            | Либби (3 эпизода в 2018) |
| 2018      | Тихое место (англ. A Quiet Place, США, 90 минут)       | Риган Эббот              |
| 2017      | Мир, полный чудес (англ. Wonderstruck, США, 116 минут) | Роуз                     |
| 2016      | Цвет мира (англ. Color the World, США, 7 минут)        | Дочь                     |

## Награды (по IMDB)
| Год       | Фильм                                    | Номинация                                       | Награды или их учредители                                   | Результат |
| --------- | ---------------------------------------- | ----------------------------------------------- | ----------------------------------------------------------- | --------- |
| 2017—2018 | Мир, полный чудес                        | Лучший юный исполнитель                         | Кинопремия «Выбор критиков»                                 | Номинация |
| 2017—2018 | Мир, полный чудес                        | Премия Полин Кейл за прорыв                     | Общество кинокритиков Флориды                               | Номинация |
| 2017—2018 | Мир, полный чудес                        | Лучшая роль молодого актёра                     | Академия научной фантастики, фэнтези и фильмов ужасов (США) | Номинация |
| 2017—2018 | Мир, полный чудес                        | Лучшая роль молодого актёра                     | Общество кинокритиков Сиэтла                                | Номинация |
| 2017—2018 | Мир, полный чудес                        | Лучшая роль молодой актрисы                     | Вашингтонская ассоциация кинокритиков                       | Номинация |
| 2017—2018 | Мир, полный чудес                        | Лучшая юная актриса                             | Общество женщин-кинокритиков                                | Номинация |
| 2017—2018 | Мир, полный чудес                        | Премия «Сатурн»                                 | Академия научной фантастики, фэнтези и фильмов ужасов       | Номинация |
| 2017—2018 | Мир, полный чудес                        | Выбор критиков — Лучший молодой актёр / актриса | Ассоциация кинокритиков радио-, теле- и интернет-вещания    | Номинация |
| 2017—2018 | Мир, полный чудес                        | Лучшая роль молодого актёра                     | Общество кинокритиков «Феникс»                              | Номинация |
| 2018—2019 | Тихое место                              | Лучший юный исполнитель                         | Кинопремия «Выбор критиков»                                 | Номинация |
| 2018—2019 | Тихое место                              | Лучшая роль молодого актёра                     | Общество кинокритиков Сиэтла                                | Номинация |
| 2018—2019 | Тихое место                              | Лучшая роль молодой актрисы                     | Вашингтонская ассоциация кинокритиков                       | Номинация |
| 2018—2019 | Тихое место                              | Лучшее исполнение актрисы до 23 лет             | Ассоциация критиков Голливуда                               | Номинация |
| 2018—2019 | Тихое место                              | Премия «Сатурн»                                 | Академия научной фантастики, фэнтези и фильмов ужасов       | Номинация |
| 2018—2019 | Тихое место                              | Выбор критиков — Лучший молодой актёр / актриса | Ассоциация кинокритиков радио-, теле- и интернет-вещания    | Номинация |
| 2018—2019 | Тихое место                              | Лучшая актриса второго плана                    | Премия «Бензопила» журнала Fangoria                         | Номинация |
| 2018—2019 | Тихое место                              | Лучшая актриса второго плана                    | Премия Fright Meter                                         | Номинация |
| 2018—2019 | Тихое место                              | Лучший исполнитель второго плана в фильме       | Летняя кинопремия IGN                                       | Номинация |
| 2018—2019 | Тихое место                              | Лучшее исполнение актрисы до 23 лет             | Награды Общества онлайн-кинокритиков Лос-Анджелеса          | Номинация |
| 2020      | [по совокупности заслуг в кинематографе] | Следующее (будущее) поколение Голливуда         | Ассоциация критиков Голливуда                               | Победа    |